# Эль-Кальб
Эль-Кальб (араб. نهر الكلب‎ букв. «собачья река») — река в Ливане. Длина реки, по разным данным, составляет 27 или 38 км. Площадь водосборного бассейна — 252 км².
Начинается в гористой местности севернее горы Саннин. Течёт в западном направлении. Впадает в Средиземное море севернее Бейрута. Бассейн реки лежит на высотах от 0 до 2622 м над уровнем моря.
Течение воды в реке имеет сезонный характер: летом река получает воду только от источника в пещерах Джейта. Среднегодовой расход воды — 177 млн м³ (5,6 м³/с).
Плотность населения в бассейне Нахр-эль-Кальба — 850 человек/км². Воды реки загрязнены нитратами и фосфатами.

## Нахр-эль-Кальб в истории
Древнее название реки — Ликус (Lycus). Завоеватели прошлого традиционно строили в устье реки Нахр-эль-Кальб памятники, известные как Памятные стелы у Нахр-эль-Кальб. Территория долины реки с имеющимися археологическими памятниками занесена в список всемирного наследия ЮНЕСКО.